# Мъри (окръг, Джорджия)
Вижте пояснителната страница за други значения на Мъри.
Окръг Мъри (на английски: Murray County) е окръг в щата Джорджия, Съединени американски щати. Площта му е 899 km², а населението - 40 664 души. Административен център е град Чатсуърт.